# Das Schicksal ist ein mieser Verräter (Film)
Das Schicksal ist ein mieser Verräter (Originaltitel: The Fault in Our Stars, zu deutsch etwa: „Der Fehler in unseren Sternen“) ist ein US-amerikanisches Filmdrama aus dem Jahr 2014, das auf dem gleichnamigen Roman von John Green basiert. Der Film erzählt die Liebesgeschichte zweier schwerkranker Jugendlicher und kam am 12. Juni 2014 in die deutschen Kinos. Gedreht wurde der Film in Pittsburgh und Amsterdam.

## Handlung
Die sechzehnjährige Hazel Grace Lancaster leidet an Schilddrüsenkrebs mit Metastasen in der Lunge und wird von ihren Eltern zu einer Selbsthilfegruppe geschickt. Dort lernt sie Augustus „Gus“ Waters kennen, einen ehemaligen Sportler, der durch Knochenkrebs ein Bein verloren hat und der eine große Anziehungskraft auf Hazel ausübt. Die beiden Jugendlichen verbindet zudem ein beißender Galgenhumor, doch Hazel hat aufgrund ihrer Krankheit Angst, sich zu binden. Augustus’ Angst besteht darin, nach seinem Tod vergessen zu werden. Gus schenkt Hazel seinen gesponserten Feenwunsch und die beiden fliegen mit Hazels Mutter nach Amsterdam, um dort Hazels Lieblingsautor Peter van Houten zu besuchen.
Nachdem Augustus Hazel bei einem von Peter van Houten bezahlten Abendessen seine Liebe gestanden hat, entpuppt sich der Besuch bei van Houten als Reinfall. Zusammen mit dessen Assistentin besuchen sie das Anne-Frank-Haus. Dort wird Hazel klar, dass sie Gus liebt, und sie küssen sich. Als sie ins Hotel zurückgekehrt sind, schlafen sie miteinander. Am Tag des Rückflugs erzählt Gus Hazel, dass sein Krebs schlimmer als vorher zurückgekehrt sei. Nach der Rückkehr in die USA beginnt Gus eine Therapie, deren Erfolgsaussichten allerdings als gering angesehen werden. Eines Abends ruft Gus Hazel in panischem Zustand an und bittet sie, zu ihm an eine Tankstelle zu kommen. Sein Zustand hat sich so verschlechtert, dass Hazel entgegen Gus’ Bitte einen Krankenwagen ruft. Nach dem Krankenhausaufenthalt besucht Gus Hazel im Rollstuhl und bittet sie, eine Grabrede für ihn zu schreiben. Gus veranstaltet eine Vor-Beerdigung, bei der Isaac, Gus’ bester Freund, der wegen Krebs erblindet ist, und Hazel ihre Grabreden halten, damit Gus sie hören kann.
Acht Tage nach der Vor-Beerdigung stirbt Gus. Hazel hält auf seiner Beerdigung eine andere Rede, da sie erkennt, dass es nun nicht mehr darauf ankommt, den Verstorbenen zu ehren, sondern die Trauernden zu trösten. Peter van Houten ist auf Wunsch von Gus eigens angereist: Dieser wollte, dass Hazel doch noch Antworten auf ihre Fragen zu ihrem Lieblingsbuch erhält. Dieses handelt ebenfalls von einem Menschen, der an Krebs stirbt, und sie möchte wissen, was mit den anderen Menschen im Buch danach geschieht. Sie möchte nachempfinden, wie es ihren eigenen Eltern nach ihrem Tod gehen wird. Van Houten gibt Hazel einen Brief, doch sie will nicht mit ihm reden. Bei einem Gespräch mit Isaac erzählt dieser ihr, es sei die Grabrede von Gus für ihre Beerdigung. Hazel liest sie, und der Film endet damit, dass sie, genau wie am Anfang, auf der Wiese liegt.

## Veröffentlichung
Nachdem die 2012 erschienene Romanvorlage Das Schicksal ist ein mieser Verräter schon äußerst erfolgreich gewesen war, konnte der erste Filmtrailer in den ersten 24 Stunden nach seiner Veröffentlichung am 29. Januar 2014 bereits drei Millionen Aufrufe verzeichnen; inzwischen (Stand Dezember 2020) hat sich die Zahl der Klicks auf über 45 Millionen erhöht.
In den USA kam der Film am 6. Juni 2014 in die Kinos und spielte weltweit bei Produktionskosten von rund 12 Millionen US-Dollar mehr als 307 Millionen US-Dollar ein.
Die Filmfassung auf Blu-ray ist eine Extended-Version und annähernd sieben Minuten länger als die Kinoversion.
Der Film hatte seine Fernsehpremiere am 17. April 2016 bei ProSieben.

## Rezeption
Der Film erhielt zum größten Teil positive Kritiken. Die Kritikensammlung Rotten Tomatoes verzeichnet eine zu 81 % positive Bewertung, basierend auf 221 professionellen Kritiken.
Die Deutsche Film- und Medienbewertung FBW in Wiesbaden verlieh dem Film das Prädikat besonders wertvoll.

## Synchronisation
Die deutsche Synchronisation erfolgte durch die Berliner Synchron AG Wenzel Lüdecke mit Dialogbuch und -regie von Clemens Frohmann.
| Rolle                            | Schauspieler     | Synchronsprecher  |
| -------------------------------- | ---------------- | ----------------- |
| Hazel Grace Lancaster            | Shailene Woodley | Kristina Tietz    |
| Augustus „Gus“ Waters            | Ansel Elgort     | Patrick Roche     |
| Isaac                            | Nat Wolff        | Sebastian Fitzner |
| Frannie Lancaster, Hazels Mutter | Laura Dern       | Sabine Jaeger     |
| Michael Lancaster, Hazels Vater  | Sam Trammell     | Gunnar Helm       |
| Peter van Houten                 | Willem Dafoe     | Reiner Schöne     |
| Lidewij Vliegenthardt            | Lotte Verbeek    | Marie Bierstedt   |
| Dr. Maria                        | Ana dela Cruz    | Katrin Zimmermann |
| Mrs. Waters                      | Milica Govich    | Ulrike Hübschmann |
| Mr. Waters                       | David Whalen     | Tobias Lelle      |
| Monica                           | Emily Peachey    | Naemi Simon       |
| Patrick                          | Mike Birbiglia   | Nico Mamone       |
| Kellner                          | Jean Brassard    | Uli Krohm         |
| PJ                               | PJ Rossotto      | Cedric Eich       |

## Trivia
Der Autor der Romanvorlage, John Green, übernahm die Rolle eines Vaters, dessen Tochter Hazel am Flughafen auf ihren Atemschlauch anspricht. Die Szene ist in der Kinofassung nicht enthalten, aber in der erweiterten Fassung.

## Soundtrack
Die Filmmusik erschien am 19. Mai 2014 unter dem Namen The Fault in Our Stars (Music from the Motion Picture). Herausgeber ist das Label Atlantic Records, eine Tochter der Warner Music Group.
| Nr.          | Titel                      | Interpret       | Länge   |
| ------------ | -------------------------- | --------------- | ------- |
| 1.           | All of the Stars           | Ed Sheeran      | 3:55    |
| 2.           | Simple as This             | Jake Bugg       | 3:17    |
| 3.           | Let Me In                  | Grouplove       | 3:59    |
| 4.           | Tee Shirt                  | Birdy           | 2:39    |
| 5.           | All I Want                 | Kodaline        | 5:06    |
| 6.           | Long Way Down              | Tom Odell       | 2:30    |
| 7.           | Boom Clap                  | Charli XCX      | 2:49    |
| 8.           | While I’m Alive            | STRFKR          | 3:48    |
| 9.           | Oblivion                   | Indians         | 3:39    |
| 10.          | Strange Things Will Happen | The Radio Dept. | 4:26    |
| 11.          | Bomfalleralla              | Afasi & Filthy  | 3:57    |
| 12.          | Without Words              | Ray LaMontagne  | 4:18    |
| 13.          | Not About Angels           | Birdy           | 3:09    |
| 14.          | No One Ever Loved          | Lykke Li        | 4:05    |
| 15.          | Wait                       | M83             | 5:44    |
| Gesamtlänge: | Gesamtlänge:               | Gesamtlänge:    | 1:01:00 |